# Рокштедт
Рокштедт (нем. Rockstedt) — община в Германии, в земле Тюрингия. 
Входит в состав района Кифхойзер.  Население составляет 240 человек (на 31 декабря 2010 года). Занимает площадь 4,93 км².